# Râul Covasna, Râul Negru
Râul Covasna este un curs de apă, afluent al Râului Negru. 